# Клиноусая бородатка
Клиноу́сая борода́тка, или бородатка Барсуко́ва (лат. Pogonophryne barsukovi) — морская антарктическая донная рыба семейства бородатковых (Artedidraconidae) из подотряда нототениевидных (Nototnenioidei) отряда окунеобразных (Perciformes). Этот вид пуголовковидной бородатки впервые был пойман в 1956 году у Берега Нокса в Восточной Антарктике во время Советской Антарктической Экспедиции на дизель-электроходе «Обь». Описан как новый для науки вид в 1967 году российским ихтиологом А. П. Андрияшевым. Научное (латинское) название виду дано в честь российского ихтиолога В. В. Барсукова, внесшего значительный вклад в систематику рыб, собравшего коллекцию антарктических рыб, а также являвшегося коллектором описываемого вида. Русское и английское названия вида («Stubbeard plunderfish») характеризуют специфическое строение очень короткого клиновидного подбородочного усика рыбы, лишенного терминального расширения.
P. barsukovi — среднего размера, вероятно эврибатная, типично донная рыба общей длиной до 27 см. Является эндемиком высокоширотной зоны Южного океана. Этот циркумполярно-антарктический вид известен из различных районов Антарктики, где встречается в широком диапазоне глубин — от шельфовых вод до батиальных глубин. Кроме P. barsukovi род пуголовковидных бородаток (Pogonophryne) включает, как минимум, ещё 22 эндемичных для высокоширотной Антарктики видов.

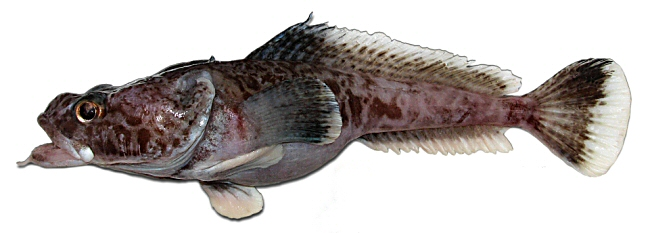
Клиноусая бородатка P. barsukovi, самка

Согласно схеме зоогеографического районирования по донным рыбам Антарктики, предложенной А. П. Андрияшевым и А. В. Нееловым, указанный выше район находится в границах гляциальной подобласти восточноантарктической, или континентальной провинции Антарктической области.
Как и у других антарктических бородаток у P. barsukovi имеется подбородочный усик, уникальная видоспецифичность строения которого является одной из важнейших характеристик в систематике семейства в целом и особенно в роде Pogonophryne. Кроме того, как и всем прочим антарктическим бородаткам, этому виду свойственна очень крупная голова и отсутствие чешуи на теле (кроме боковых линий), а также жаберные крышки с крупным уплощенным шипом, загнутым вверх и вперед. У P. barsukovi, как и у других представителей рода, передняя часть тела несколько сжата дорсовентрально, а при взгляде сверху и снизу тело имеет характерную пуголовковидную форму, сходную с головастиком земноводных (амфибий).
Клиноусая бородатка встречается в уловах донных тралов на шельфе окраинных морей Антарктиды и изредка в качестве прилова при глубоководном промысле антарктического клыкача (Dissostichus mawsoni Norman, 1937) донным ярусом в морях Росса и Амундсена.

## Характеристика клиноусой бородатки
Относится к группе видов «P. barsukovi». От прочих видов рода отличается следующим комплексом признаков. Рыльный бугор высокий, его дорсальный профиль довольно отвесно, под углом более 45°, поднимается вверх от вершины рыла; профиль головы позади рыльного бугра плоский, почти горизонтальный. Подбородочный усик клиновидный, сужающийся к кончику, очень короткий (3—7 % стандартной длины рыбы), иногда рудиментарный, при отгибании его вверх и назад (при закрытом рте) кончик не доходит до заднего края верхней губы. Терминальное расширение отсутствует, иногда на кончике усика могут встречаться короткие отростки. Нижняя челюсть едва выдается вперед: при закрытом рте на её вершине зубы не видны. Спинной плавник очень высокий у самцов (около 30—35 % стандартной длины), с резко выраженной передней лопастью. Общая окраска плавника у самцов чёрная, у самок пёстрая, с нечёткими тёмными косыми полосами. Грудные плавники тёмные, с черноватыми пятнами на лучах или нечёткими вертикальными полосами; задний край плавников беловатый. Хвостовой плавник тёмный в базальной части, светлеющий к заднему краю; обычно с хорошо выраженным чёрным Т-образным пятном в средней части и узкими вертикальными полосами. Анальный плавник тёмный в базальной половине и c широкой беловатой каймой вдоль дистального края. Верх головы и передняя часть спины перед первым спинным плавником плотно покрыты мелкими, главным образом неправильными тёмно-коричневыми пятнами, занимающими более 50 % всей поверхности; нижняя поверхность головы, грудь и живот тёмно-серые или коричневые, без чётко выраженных пятен.
В первом спинном плавнике 2 коротких мягких колючих луча; во втором спинном плавнике 26—29 лучей; в анальном плавнике 17—19 лучей; в грудном плавнике 19—21 луч; в дорсальной (верхней) боковой линии 20—28 пор (трубчатых костных члеников, или чешуй), в медиальной (срединной) боковой линии 9—18 пор; в нижней части первой жаберной дуги тычинки расположены в 2 ряда, общее число тычинок на первой жаберной дуге 13—17, из них 2—3 тычинки в верхней части и 12—14 тычинок dj внешнем и внутреннем рядах в нижней части дуги. Общее число позвонков 38, из них 15 туловищных и 23 хвостовых.

## Распространение и батиметрическое распределение
Ареал циркумполярно-антарктический: встречается у Южных Оркнейских островов, в море Амундсена и в Восточной Антарктике — в море Росса и у Берега Нокса. Все известные поимки P. barsukovi были сделаны в широком диапазоне глубин — от 220 до 1470 м.

## Размеры
Относится к среднеразмерной группе видов рода Pogonophryne — самки достигают 270 мм общей длины и 222 мм стандартной длины, самцы — 236 мм общей длины и 187 мм стандартной длины.

## Образ жизни
Малоподвижная донная рыба — всеядный хищник, питающийся как живыми организмами так и падалью. В морях Росса и Амундсена 5 экземпляров были пойманы донным ярусом на крючки, наживленные относительно крупными кусками (4×3×2 см) гигантского перуанского кальмара (Dosidicus gigas).
Половозрелость у самок, по-видимому, наступает при общей длине рыб более 210 мм (стандартная длина 167 мм), судя по размерам ооцитов в яичнике, достигавших диаметра не более 1 мм (вероятно III стадия зрелости гонад). Сроки нереста неизвестны.

## Близкие виды группы «P. barsukovi»
Вместе с бородаткой Пермитина (P. permitini) образует одну из двух самых маленьких групп рода — «P. barsukovi». Возможно, P. permitini является младшим синонимом P. barsukovi.

## Синонимы
Младшими синонимами P. barsukovi являются: P. orcadensis Tomo, 1981; P. velifera Eakin, 1981 и P. curtilemma Balushkin, 1988.